# Seye (rzeka)
Seye – rzeka we Francji, przepływająca przez teren departamentu Tarn i Garonna. Ma długość 18,63 km. Stanowi prawy dopływ rzeki Aveyron.

## Geografia
Seye swoje źródła ma w gminie Parisot, na północny wschód od osady Labarabye. Rzeka generalnie na całej swojej długości płynie w kierunku południowym. Uchodzi do rzeki Aveyron w gminie Varen. 
Seye w całości płynie na terenie departamentu Tarn i Garonna, w tym na obszarze 5 gmin: Parisot (źródło), Caylus, Ginals, Verfeil oraz Varen (ujście). 

## Dopływy
Seye ma 7 dopływów o długości powyżej 1 km: 
- Ruisseau de Fonpeyrouse
- Ruisseau de Canténac
- Ruisseau de Rieucord
- Ruisseau de Barthe Redonde
- Ruisseau de la Nauque
- Ruisseau de Négo Saoumo
- Le Rieu Sec